# Eburones

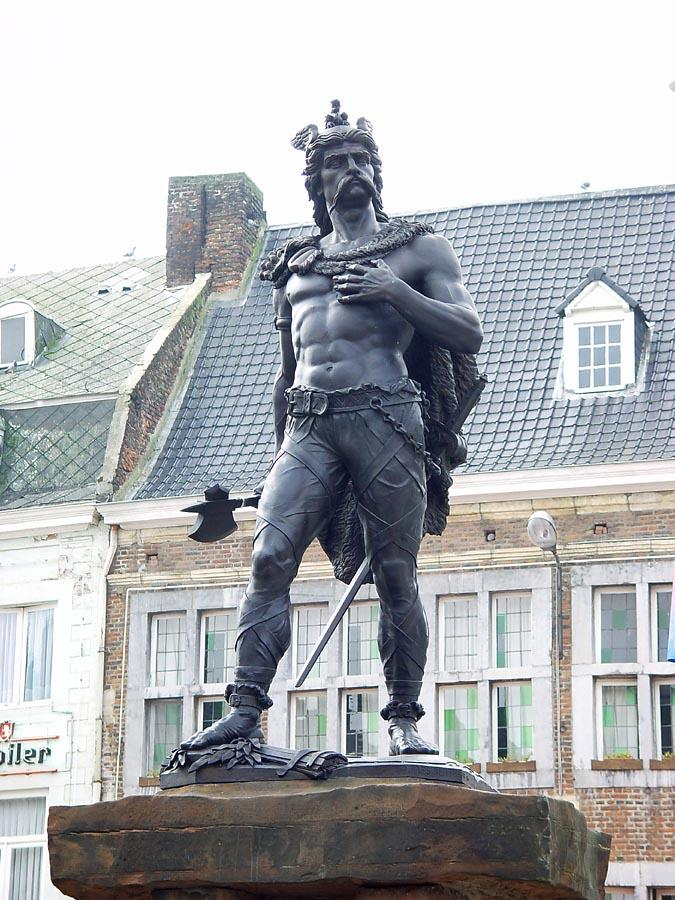
Ambíorix

Los eburones (en griego, Ἐβούρωνες Eboúrōnes, Estrabón; en latín, Eburones, Julio César) fueron una tribu belga de origen germánico o celta que habitaba en el extremo norte de la Galia en la Antigüedad. Vivieron ampliamente entre el Rin y el Mosa, al este de los menapios. Esta región más tarde se convirtió en parte de la provincia de Germania Inferior. Julio César dice que los condrusos, los eburones, los cerosos y los pemanos eran llamados por el nombre de germanos (B. G. ii. 4). Cuando los téncteros y usípetes, que eran tribus germánicas, cruzaron el Rin desde Germania Magna (55 a. C.), cayeron primero sobre los menapios y luego avanzaron sobre los territorios de los eburones y los condrusos, quienes estaban en cierta relación de dependencia respecto a los tréveros (B. G. iv. 6.). Los eburones fueron evidentemente arrasados por las fuerzas de César durante la guerra de las Galias.

## Ubicación
César es la principal fuente en lo que se refiere a la ubicación de los eburones al entrar en contacto con Roma. Junto al Rin, los eburones lindaban con los menapios, quienes estaban al norte de ellos, y la parte principal del territorio de los eburones quedaba entre el Mosa y el Rin (B. G. vi. 5; v. 24.). Al sur de los eburones, y entre ellos y los tréveros, se encontraban los segnos y los condrusos (B. G., vi. 32), quienes se hallaban en el país de Lieja. Los eburones deben haber ocupado la región de Limburgo (actualmente dividida entre los Países Bajos y Bélgica) y una parte de la Renania alemana, hacia Aquisgrán.

## Implicación en la guerra de las Galias

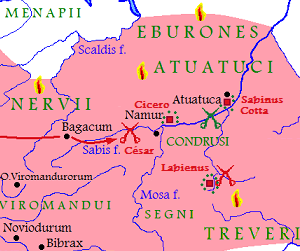
Revuelta de Ambíorix y sus aliados contra las legiones romanas en la Galia Bélgica en 54 a. C., orden cronológico de los sucesos:
1. Batalla de Atuatuca. Masacre de la legión de Quinto Titurio Sabino y Lucio Aurunculeyo Cota.
2. Victoria de Julio César contra el ejército que asediaba a Quinto Tulio Cicerón.
3. Victoria de Tito Labieno contra las tropas que lo asediaban.

En el año 54 a. C., César estacionó una legión y cinco cohortes (una legión y media) durante el invierno en el país de los eburones, bajo el mando de sus legados Quinto Titurio Sabino y Lucio Aurunculeyo Cota. Los eburones, encabezados por sus dos reyes, Ambíorix y Catuvolco, y evidentemente ayudados por sus aliados los nervios, atacaron el campamento romano. Después de inducir a los romanos a abandonar su plaza fuerte con la promesa de poder pasar con libertad, masacraron a casi todos ellos (aproximadamente seis mil hombres) (B. G. v. 26-37). La legión también perdió su estandarte. Un ataque posterior a otro campamento, a cargo de Quinto Tulio Cicerón, hermano del famoso orador, fue frustrado por la intervención a tiempo de Tito Labieno, uno de los más fieles generales de César. Mató al rey de los nervios, lo que quebró la resistencia, al menos por un tiempo.
Al año siguiente, César penetró en el país de los eburones y Ambíorix huyó. Catuvolco se envenenó. El país de los eburones era difícil para los romanos, al ser boscoso y abundante en parte de ciénagas. César invitó a los pueblos vecinos a saquearlo, para salvar a sus propios hombres y también, con la ayuda de ellos, para exterminar a esta nación (B. G. vi. 34). Los sugambros fueron unos de los principales saqueadores. Mientras César estaba devastando el territorio de los eburones, dejó a Q. Tulio Cicerón con una legión para proteger la impedimenta y los almacenes, en un lugar llamado Atuátuca, que nos dice que fue la ubicación del campamento de Sabino y Cota, aunque no había mencionado antes el nombre del lugar (v. 24). Sitúa a Atuátuca hacia el centro del territorio de los eburones, y hay buenas razones para suponer que ese lugar es Tongeren. César incendió cada villa y edificio que pudo encontrar en el territorio de los eburones, se llevó todo el ganado, y sus hombres y bestias consumieron todo el grano que la estación otoñal no había destruido. Dejó a aquellos que se habían ocultado, si quedó alguno, con la esperanza de que morirían de hambre en el invierno. Y así parece que ocurrió, pues no se volvió a oír nada sobre los eburones. Su región pronto fue ocupada por otra tribu germana, los tungros.

## ¿Germanos o celtas?
A pesar de ser considerados como belgas, los eburones están agrupados por César entre los llamados Germani cisrhenani, germanos cisrenanos o de aquende el Rin, es decir, pueblos germánicos que vivían al sur y al oeste del Rin y que podían haber sido distintos a los belgas. Tácito sugiere que César fue el primero en aplicar la etiqueta de germanos a este segundo grupo. Aún se discute el valor de la clasificación de César, la región de asentamiento de los eburones y su ascendencia étnica. Por ejemplo, de concentraciones de hallazgos de monedas puede concluirse que hubo eburones en la parte oriental del río y en el Limburgo belga. Una serie de argumentos se han propuesto a favor de una denominación celta: 
- Los nombres de sus reyes, como Ambíorix y Catuvolco, son sin duda celtas, lo que parece sugerir que al menos la clase alta era celta o había adoptado el idioma y la cultura celtas.
- El nombre tribal también se ha explicado como celta, *eburo- significaría tejo, que se encuentra testimoniado asimismo en nombres personales y en topónimos como Eburacium (York) y Eburobrittium.[5] Esta derivación etimológica daría un valor añadido a la historia de César, en la que el rey Catuvolco se suicida tomando el venenoso jugo del tejo. La etimología es presentada como algo más incierta por la existencia del germánico *ebura, jabalí, aunque este elemento no está bien representado en la documentación onomástica contemporánea.
- Hay fuertes claves que indican que los pueblos locales en los territorios anteriormente de los eburones hablaban o adoptaron el galo, o alguna forma del mismo. Una de las influencias básicas sobre la pronunciación del holandés es el acento galo-romance. Esto significa que en el período galorromano, cuando los eburones habían dejado de existir oficialmente, el latín que se hablaba entonces estaba fuertemente influido por un substrato galo.[6]